# Hospital Comarcal d'Inca
L'Hospital Comarcal d'Inca és un hospital general d'aguts ubicat al municipi d'Inca (Mallorca) a les Illes Balears. Va esser inaugurat el 26 de febrer de 2007. Aquest centre sanitari disposa de 158 llits instal·lats, 5 sales d'operacions, 1 sala destinada a cirurgia menor ambulatòria, 30 locals de consultes externes, 11 sales de radiodiagnòstic entre altres dependències i una superfície total construïda aproximada de 25.000 m². Les principals vies d'accés a l'hospital són l'autovia Ma-13 per la sortida 27 i la línia d'autobús que uneix, cada 30 minuts, el centre de la ciutat d'Inca i l'hospital amb un bus-llançadera.

## Àrea d'influència
L'àrea d'influència de l'hospital, dedins l'ordenament territorial de la sanitat pública a les Illes Balears, comprèn 7 zones bàsiques de salut (ZBS): ZBS des Blanquer, ZBS des Raiguer, ZBS des Pla, ZBS de Torrent de Sant Miquel, ZBS de Marines, ZBS d'Alcúdia y ZBS de Pollença. Aquestes zones de salut formen part del sector sanitari d'Inca, dedins de l'àrea de salut de Mallorca. Els núclis principals de població, entre d'altres, ubicats a l'àrea d'influència de l'hospital són: Inca, Binissalem, Sineu, Sa Pobla, Muro, Alcúdia i Pollença. La població de cobertura del centre, a 31 de desembre de 2008, era de 113.119 persones.

## Cartera de serveis
| Àrea mèdica - Aparell digestiu - Cardiologia - Endocrinologia - Medicina Interna - Nefrologia - Pneumologia - Obstetrícia - Oncologia - Pediatria - Psiquiatria - Rehabilitació |  | Àrea quirúrgica - Anestesiologia i reanimació - Cirurgia general i digestiva - Dermatologia - Ginecologia - Oftamologia - Otorrinolaringologia - Traumatologia - Urologia |  | Àrea d'urgències i crítics - Medicina intensiva - Urgències |  | Àrea de serveis centrals - Laboratoris - Anatomia patològica - Farmàcia - Radiologia |